# Neaneflus brevispinus
Neaneflus brevispinus là một loài bọ cánh cứng trong họ Cerambycidae.